# Phantasis ardoini
Phantasis ardoini är en skalbaggsart som beskrevs av Stefan von Breuning 1967. Phantasis ardoini ingår i släktet Phantasis och familjen långhorningar.
Artens utbredningsområde är Angola. Inga underarter finns listade i Catalogue of Life.